# Raise Your Voice
Raise Your Voice (en Hispanoamérica La chica del verano y en España Escucha mi voz) es una película juvenil de drama musical estadounidense protagonizada por
Hilary Duff, Oliver James, David Keith, Dana Davis y Johnny Lewis, y con la participación de la banda Three Days Grace como invitados especiales.

## Sinopsis
Terri Fletcher (Hilary Duff) es una joven adolescente con un gran potencial como cantante, pero su hermano Paul (Jason Ritter) parece ser el único en notarlo. La vida de Terri da un cambio dramático cuando Paul sufre un accidente y fallece. 
Después de la trágica pérdida de su hermano, Terri descubre con sorpresa que ha sido admitida en el curso de verano de la Academia de Arte Dramático de Los Ángeles, lugar que siempre le recomendó Paul. En memoria a su hermano, ella decide escaparse e ir a la academia, pero se encontrará con más problemas de los que suponía. 
Los conflictos y la mentira hacen que Terri se vea en más de una ocasión a punto de ser descubierta por su padre (David Keith) ya que está allí sin la autorización de este. Debe aprender a enfrentarse con la vida y allí encontrará a personas que la ayudarán e incluso algunas que se la harán más difícil.
La película recaudó 15 millones de dólares y sus críticas fueron mixtas.

## Lanzamiento en DVD
La película se lanzó en DVD el 12 de febrero de 2005, a los primeros 4 meses después del estreno en Estados Unidos.